# Загорелые
Загорелые (фр. Les Bronzés ,[le bʁɔ̃ze]) — культовый французский комедийный фильм режиссёра Патриса Леконта. Фильм высмеивает курортную жизнь в таких местах, как Club Med. Это один из многих фильмов французской комедийной группы Le Splendid. Жозиан Баласко, Мишель Блан, Мари-Анн Шазель, Жерар Жюньо, Тьерри Лермитт и Кристиан Клавье вместе написали и создали пьесу «Любовь, поцелуи и ракообразные», а также сценарий для «Загорелых» на основе этой пьесы в кафе-театре. Фильм стал культовым во Франции, где было продано 2,2 миллиона билетов во время первого проката в кинотеатрах.
За ним последовали два продолжения, также снятые Патрисом Леконтом: Загорелые на лыжах (1979) и Весёлые и загорелые (2006).

## Сюжет
Джиджи, Жером, Кристиан, Жан-Клод и Бернар посещают курорт на Берегу Слоновой Кости, деревню Club Med в Ассини. Впоследствии Бернар встречается со своей женой Натали, которая уже провела там неделю, и всех их приветствуют Попай и эксцентричные ведущие Бобо и Бурсо. В фильме рассказывается о юмористических связях и расставаниях группы, и особенно о попытке Попая соблазнить рекордное количество женщин и, в отличие от этого, о неспособности Жан-Клода соблазнить хотя бы одну.

## В ролях
- Жозиан Баласко в роли Натали Морин
- Мишель Блан в роли Жан-Клода Дюссе
- Тьерри Лермитт в роли Попая
- Жерар Жюньо в роли Бернара Морена
- Кристиан Клавье в роли доктора Джерома Тарера
- Мари-Энн Шазель в роли Джиджи
- Мишель Кретон в роли Бурсо
- Мартин Ламотт, в роли Мигеля
- Луис Рего, в роли Бобо
- Доминик Лаванан в роли Кристиан
- Бруно Мойно в роли Жилбера Селлмана
- Гай Лапорт, как Маркус
- Паскаль Дене
- Марион Ланез
- Сильви Обри

## Место съемок
Хотя в фильме показаны приключения группы GO и GM в Club Med, съемки в основном проводились в деревне Valtur Les Paletuviers, рядом с курортом Club Med.